# Pal (heràldica)
El pal, en heràldica, és una peça honorable col·locada verticalment al centre de l'escut, tot travessant el camper de dalt a baix, i delimitada per dues línies verticals paral·leles.
Quan és únic, té una amplària d'un terç de l'escut, amplària que va disminuint segons el nombre de pals (la quantitat de pals cal definir-la en el blasonament). Quan són la meitat d'amples que el pal ordinari, o bé quan en són cinc o més, s'anomenen verguetes. El pal aprimat al màxim s'anomena filet de pal i es poden agrupar de dos en dos (geminat) o de tres en tres (trina).

Escut d'argent amb un pal de gules
Escut de Catalunya: d'or, quatre pals de gules
Escut dels Estats Units: d'argent, sis verguetes de gules; el cap, d'atzur
Escut de Champorcher, partit amb un filet de pal.

## Origen
Segons algunes interpretacions, el pal representa la llança del cavaller; segons unes altres, en canvi, provindria del pal que es plantava davant el pont llevadís dels castells feudals per simbolitzar la seva autoritat jurisdiccional. També cal considerar la possibilitat que indiqui l'espasa posada en vertical, amb la punta a sota.

## «En pal»
Diem que estan en pal les càrregues allargades posades en sentit vertical, o bé les que estan col·locades una sota l'altra en la direcció pròpia del pal. Aplicat a la partició de l'escut, s'anomena tercejat en pal el dividit en tres parts mitjançant línies rectes verticals.

Escut de la Palma d'Ebre, amb una palma posada en pal
Escut de Sant Vicent del Raspeig, amb dues ferradures posades en pal
Escut de Montcada i Reixac, amb vuit besants posats en dos pals
Escut d'Huos: tercejat en pal d'or, sinople i argent

## Palat
Quan el camper de l'escut és cobert d'una repetició de pals, alternativament, de metall i de color, en nombre parell, parlem d'un escut palat. Si els pals passen de vuit, llavors en diem verguetat. Les càrregues, per la seva banda, també poden ser palades i verguetades.

## Contrapal
Un contrapal és un pal dividit horitzontalment en dues meitats, una de metall i una de color. També tenim, en el cas dels pals reduïts d'amplària, les contraverguetes. Un escut amb el camper cobert de contrapals o contraverguetes s'anomena contrapalat (o contraverguetat).

## Peces compostes
El pal, sencer o reduït a la meitat superior o inferior (semipal), es pot unir amb altres peces senceres o mitges per formar una multitud de peces compostes: pal banda, pal barra, pal peu, pal semifaixa, cap pal, semipal gaia, faixa semipal, etc.

Escut de Faucigny, palat d'or i de gules
Escut contrapalat d'argent i de sinople
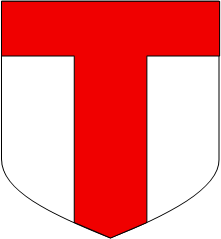
Escut d'argent amb un cap pal de gules
Escut de Canalda, amb una faixa semipal d'argent

## Modificacions del pal
(una tria)
- abscís: quan no toca les dues vores, inferior i superior, de l'escut;
- agusat: quan un dels seus extrems acaba en punta afilada; pot ser agusat al cap o agusat a la punta;
- bretessat: quan té els perfils formats per merlets simètrics;
- dentat: quan té els perfils formats per dents d'angles aguts; si té dents petites i nombroses se'n diu dentelat;
- desplaçat: quan té una meitat desplaçada cap a la destra o a la sinistra i només es manté en contacte amb la part sense desplaçar mitjançant un punt d'unió;
- dextrat: quan no ocupa la part central sinó que està col·locat més cap al flanc destre de l'escut;
- engrelat: quan té els perfils formats per petits semicercles units amb les puntes cap enfora;
- entat: quan té els perfils torçats en forma de clavilles, de manera que les clavilles d'un perfil corresponen als espais buits de l'altre;
- esbrancat: quan té els perfils amb aparença de tronc, amb una mena de merlets oblics situats a banda i banda;
- mancat: quan no arriba a dalt de tot (mancat al cap) o a baix de tot (mancat a la punta);
- ondat: quan té els perfils torçats en forma d'ondes;
- patent: quan s'exampla per totes dues extremitats;
- retret: quan, sortint del cap, no arriba més enllà del punt d'honor (retret al cap) o, sortint de la punta, no arriba més enllà del llombígol (retret a la punta);
- sinistrat: quan no ocupa la part central sinó que està col·locat més cap al flanc sinistre de l'escut
- viperat: quan té els perfils formats per dents d'angles quadrats.

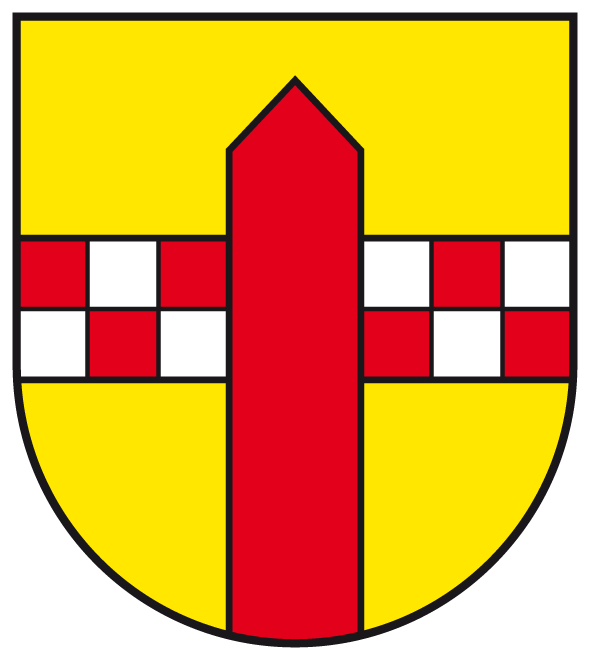
Pal agusat mancat al cap
Pal bretessat
Pals dentelats
Pal desplaçat
Pal dextrat
Pal engrelat
Pal ondat
Pal sinistrat

## El pal de l'Església
S'anomena així el pal concedit a títol honorífic a algunes famílies entre els membres de les quals hi ha hagut un papa un alt dignitari pontifici. El pal de l'Església és carregat amb les claus de Sant Pere passades en sautor i lligades, i sobremuntades de la tiara o del pavelló papal.

Càrrega del pal de l'Església amb tiara papal
Càrrega del pal de l'Església amb pavelló papal
Armes dels Gonzaga, marquesos de Màntua, a partir del 1510